# 10 000 mètres masculin aux Jeux olympiques d'été de 1928
Pour un article plus général, voir Athlétisme aux Jeux olympiques d'été de 1928.
Navigation
Paris 1924 Los Angeles 1932
L'épreuve du 10 000 mètres masculin aux Jeux olympiques de 1928 s'est déroulée le 29 juillet 1928 au Stade olympique d'Amsterdam, aux Pays-Bas. Elle est remportée par le Finlandais Paavo Nurmi.

## Résultats

### Finale
| Rang               | Athlète                   | Pays            | Temps         | Notes |
| ------------------ | ------------------------- | --------------- | ------------- | ----- |
| Médaille d'or      | Paavo Nurmi               | Finlande        | 30 min 18 s 8 | OR    |
| Médaille d'argent  | Ville Ritola              | Finlande        | 30 min 19 s 4 |       |
| Médaille de bronze | Edvin Wide                | Suède           | 31 min 00 s 8 |       |
| 4                  | Jean-Gunnar Lindgren (en) | Suède           | 31 min 26 s 0 |       |
| 5                  | Arthur Muggridge (en)     | Grande-Bretagne | 31 min 31 s 8 |       |
| 6                  | Ragnar Magnusson (en)     | Suède           | 31 min 37 s 2 |       |
| 7                  | Toivo Loukola             | Finlande        | 31 min 39 s 0 |       |
| 8                  | Kalle Matilainen          | Finlande        | 31 min 45 s 0 |       |
| 9                  | Wally Beavers (en)        | Grande-Bretagne | 31 min 48 s 0 |       |
| 10                 | Suttie Smith (en)         | Grande-Bretagne | 31 min 50 s 0 |       |
| 11                 | Robert Marchal            | France          |               |       |
| 12                 | George Constable (en)     | Grande-Bretagne |               |       |
| 13                 | Arturo Peña (en)          | Espagne         | 32 min 21 s 8 |       |
| 14                 | Joie Ray (en)             | États-Unis      |               |       |
| 15                 | Staņislavs Petkēvičs (en) | Lettonie        |               |       |
| 16                 | Seghir Beddari            | France          |               |       |
| 17                 | Karel Nedobitý (en)       | Tchécoslovaquie |               |       |
| 18                 | Julien Serwy (en)         | Belgique        |               |       |
| 19                 | Juichi Nagatani (en)      | Japon           |               |       |
| 20                 | Danie Jacobs (en)         | Afrique du Sud  |               |       |
| —                  | Henri Lauvaux             | France          | DNF           |       |
| —                  | Macauley Smith (en)       | États-Unis      | DNF           |       |
| —                  | John Romig (en)           | États-Unis      | DNF           |       |
| —                  | Chavan Singh (en)         | Inde            | DNF           |       |